# Liste der Baudenkmale in Lüneburg – In der Techt
In der Liste der Baudenkmale in Lüneburg – In der Techt sind Baudenkmale in der Straße In der Techt in der niedersächsischen Stadt Lüneburg aufgelistet. Die Quelle der IDs und der Beschreibungen ist der Denkmalatlas Niedersachsen. Der Stand der Liste ist der 1. Januar 2022.

## Allgemein
In den Spalten befinden sich folgende Informationen:
- Lage: die Adresse des Baudenkmales und die geographischen Koordinaten. Kartenansicht, um Koordinaten zu setzen. In der Kartenansicht sind Baudenkmale ohne Koordinaten mit einem roten Marker dargestellt und können in der Karte gesetzt werden. Baudenkmale ohne Bild sind mit einem blauen Marker gekennzeichnet, Baudenkmale mit Bild mit einem grünen Marker.
- Bezeichnung: Bezeichnung des Baudenkmales
- Beschreibung: die Beschreibung des Baudenkmales. Unter § 3 Abs. 2 NDSchG werden Einzeldenkmale und unter § 3 Abs. 3 NDSchG Gruppen baulicher Anlagen und deren Bestandteile ausgewiesen.
- ID: die Objekt-ID des Baudenkmales
- Bild: ein Bild des Baudenkmales, ggf. zusätzlich mit einem Link zu weiteren Fotos des Baudenkmals im Medienarchiv Wikimedia Commons. Wenn man auf das Kamerasymbol klickt, können Fotos zu Baudenkmalen aus dieser Liste hochgeladen werden:

## Baudenkmale
Der Name leitet sich von „tegede“ ab, das heißt der Zehnte. Diese Abgabe erfolgte an das Michaeliskloster, vermutlich stand hier eine Zehntscheune. 

| Lage                                            | Bezeichnung        | Beschreibung | ID                              | Bild |
| ----------------------------------------------- | ------------------ | ------------ | ------------------------------- | ---- |
| In der Techt 1a 53° 14′ 56″ N, 10° 24′ 1″ O     | Nebengebäude       |              | 30679381                        |      |
| In der Techt 1 53° 14′ 56″ N, 10° 24′ 1″ O      | Wohnhaus           |              | 30652310                        |      |
| In der Techt 2 / 2a 53° 14′ 56″ N, 10° 24′ 1″ O | Wohnhaus           |              | 30685623/1/-/ 30652333 30685623 |      |
| In der Techt 3 53° 14′ 55″ N, 10° 24′ 1″ O      | Wohnhaus           |              | 30679399                        |      |
| In der Techt 4 53° 14′ 54″ N, 10° 24′ 1″ O      | Wohnhaus           |              | 30679417                        |      |
| In der Techt 4a 53° 14′ 54″ N, 10° 24′ 1″ O     | Wirtschaftsgebäude |              | 30679437                        |      |
| In der Techt 5a 53° 14′ 54″ N, 10° 24′ 2″ O     | Wohnhaus           |              | 30652356                        |      |
| In der Techt 5b 53° 14′ 54″ N, 10° 24′ 2″ O     | Wohnhaus           |              | 30681607                        |      |
| In der Techt 5 53° 14′ 54″ N, 10° 24′ 2″ O      | Wohnhaus           |              | 30652376                        |      |
| In der Techt 6 53° 14′ 55″ N, 10° 24′ 2″ O      | Wohnhaus           |              | 30681589                        |      |
| In der Techt 7 53° 14′ 55″ N, 10° 24′ 2″ O      | Wohnhaus           |              | 30652394                        |      |